# Marcelo Garcia (lutador)
Marcelo Garcia (nascido em 17 de janeiro de 1983) é um grappler brasileiro, praticante de Jiu-jitsu brasileiro com faixa preta de 5º grau e treinador. Altamente condecorado, Garcia é amplamente considerado um dos melhores grapplers do mundo e, possivelmente, o melhor na categoria pound for pound [en]  Com 5 títulos do Campeonato Mundial de Jiu-Jitsu da IBJJF e 4 do Campeonato Mundial de Submissão ADCC, Garcia é membro do Hall da Fama da IBJJF e o terceiro atleta de jiu-jitsu a ser introduzido no Hall da Fama do ADCC.

## Primeiros anos
Marcelo Garcia nasceu em 17 de janeiro de 1983, em Formiga, uma pequena cidade no sudeste de Minas Gerais, Brasil. Garcia venceu o Campeonato Mundial em todos os níveis de faixa (azul, roxa, marrom) antes de receber sua faixa preta de Fabio Gurgel, com quem treinou em São Paulo, Brasil.

## Carreira
No K-1 HERO'S Korea 2007, Garcia estreou no MMA. Ele perdeu para Dae Won Kim aos vinte segundos do segundo round por interrupção médica, devido a um corte acima do olho. Em setembro de 2008, Garcia abriu uma escola de jiu-jitsu brasileiro em Pembroke Pines, uma cidade no Sul da Flórida, localizada entre Miami e Fort Lauderdale. Em setembro de 2009, Garcia abriu uma academia em Manhattan, Nova York. Em novembro de 2011, Garcia aposentou-se das competições, e no mesmo ano tornou-se a terceira pessoa a ser introduzida no Hall da Fama do ADCC, devido aos seus quatro ouros em sua divisão de peso e suas atuações na categoria absoluto.
Garcia abriu a primeira academia Marcelo Garcia no Havaí em 2024.

### Retorno
Garcia anunciou em 11 de novembro de 2024 que assinou um contrato exclusivo com o ONE Championship para retornar ao grappling profissional em um de seus eventos.
Garcia competiu contra Masakazu Imanari no ONE 170 em 24 de janeiro de 2025. Ele venceu a luta por finalização com um estrangulamento norte-sul.

## Saúde
Em 19 de janeiro de 2023, Garcia revelou que foi diagnosticado com câncer de estômago e passaria por quimioterapia e cirurgia para remover o tumor. Após meses de tratamento e uma cirurgia bem-sucedida, Garcia se recuperou.

## Linhagem de instrutores
Mitsuyo "Conde Koma" Maeda → Sr. Carlos Gracie  → Hélio Gracie → Rolls Gracie → Romero "Jacaré" Cavalcanti → Fabio Gurgel → Marcelo Garcia

## Conquistas e realizações
Garcia conquistou cinco títulos mundiais de jiu-jitsu brasileiro como faixa preta na categoria peso médio. Ele possui diversos títulos em luta de submissão, incluindo o Campeonato Mundial de Submissão ADCC. No ADCC, Garcia venceu a divisão de 66–76 kg quatro vezes (2003/2005/2007/2011), foi premiado como o lutador mais técnico duas vezes (2003 e 2007) e venceu o prêmio de melhor luta em 2005. Em 2005, terminou em terceiro lugar na divisão absoluto (peso aberto) e, em 2007, ficou em segundo na absoluto. No ADCC 2009, Garcia terminou em segundo na sua divisão de peso, perdendo por pontos para Pablo Popovitch, a quem havia derrotado nas duas finais anteriores.

### Grappling
2011
- ADCC Mundial (-77 kg)
- IBJJF Mundial (-82 kg)

2010
- IBJJF Mundial (-82 kg)

2009
- ADCC Mundial (-77 kg)
- IBJJF Mundial (-82 kg)
- ACBJJ World Cup (Absoluto)
- ACBJJ World Cup (-75 kg)

2007
- ADCC Mundial (Absoluto)
- ADCC Mundial (-77 kg)
- Grapplers Quest: Beast of the East (Superfight Tournament)
- IBJJF Pan-Americano (-82 kg)

2006
- PSL: X-Mission Superfight Winner
- IBJJF Mundial (Absoluto)
- IBJJF Mundial (-82 kg)
- PSL: LA-Sub Superfight Winner
- CBJJ Campeonato Brasileiro (Absolute)
- CBJJ Campeonato Brasileiro(-82 kg)

2005
- Arnold Gracie Pro
- ADCC Mundial (Absoluto)
- ADCC Mundial (-77 kg)

2004
- Arnold Gracie Pro
- IBJJF Mundial (Absoluto)
- IBJJF Mundial (-82 kg)
- CBJJ Campeonato Brasileiro (Absolute)
- CBJJ Campeonato Brasileiro (-82 kg)
- Campos Submission Wrestling 3 (Absoluto)
- Campos Submission Wrestling 3 (-88 kg)

2003
- ADCC Mundial (-77 kg)
- IBJJF Mundial (-82 kg)

## Registro de lutas
| 91 Lutas, 80 Vitórias (59 Finalizações), 11 Derrotas (6 Finalizações) |       |                        |                                         |                                        |           |       |                         |                 |
| Resultado                                                             | Rec.  | Oponente               | Método                                  | Evento                                 | Divisão   | Tipo  | Data                    | Local           |
| Vitória                                                               | 81–11 | Masakazu Imanari       | Finalização (Estrangulamento Norte-Sul) | ONE 170                                |           | No-Gi | 25 de janeiro de 2025   | Bangkok         |
| Vitória                                                               | 80–11 | Leo Vieira             | Finalização (Triângulo)                 | ADCC 2011                              | –77 kg    | No-Gi | 25 de setembro de 2011  | Nottingham      |
| Vitória                                                               | 79–11 | Kron Gracie            | Pontos (2–0)                            | ADCC 2011                              | –77 kg    | No-Gi | 25 de setembro de 2011  | Nottingham      |
| Vitória                                                               | 78–11 | Victor Estima          | Finalização (Guilhotina)                | ADCC 2011                              | –77 kg    | No-Gi | 24 de setembro de 2011  | Nottingham      |
| Vitória                                                               | 77–11 | David Hart             | Finalização (Guilhotina)                | ADCC 2011                              | –77 kg    | No-Gi | 24 de setembro de 2011  | Nottingham      |
| Vitória                                                               | 76–11 | Lucas Leite            | Pontos (2–0)                            | Campeonato Mundial de Jiu-Jitsu        | –82 kg    | Gi    | 5 de junho de 2011      | Long Beach, CA  |
| Vitória                                                               | 75–11 | Gustavo Campos         | Finalização (Chave de Braço)            | Campeonato Mundial de Jiu-Jitsu        | –82 kg    | Gi    | 5 de junho de 2011      | Long Beach, CA  |
| Vitória                                                               | 74–11 | Victor Estima          | Pontos (3–0)                            | Campeonato Mundial de Jiu-Jitsu        | –82 kg    | Gi    | 5 de junho de 2011      | Long Beach, CA  |
| Vitória                                                               | 73–11 | Vitor Henrique         | Lesão                                   | Campeonato Mundial de Jiu-Jitsu        | –82 kg    | Gi    | 4 de junho de 2011      | Long Beach, CA  |
| Vitória                                                               | 72-11 | Rylan Lizares          | Pontos (5–0)                            | Campeonato Mundial de Jiu-Jitsu        | –82 kg    | Gi    | 4 de junho de 2011      | Long Beach, CA  |
| Vitória                                                               | 71–11 | Claudio Calasans       | Pontos (2–0)                            | Campeonato Mundial de Jiu-Jitsu        | –82 kg    | Gi    | 6 de junho de 2010      | Long Beach, CA  |
| Vitória                                                               | 70–11 | Kayron Gracie          | Pontos (5–0)                            | Campeonato Mundial de Jiu-Jitsu        | –82 kg    | Gi    | 6 de junho de 2010      | Long Beach, CA  |
| Vitória                                                               | 69–11 | Murilo Santana         | Pontos (8–2)                            | Campeonato Mundial de Jiu-Jitsu        | –82 kg    | Gi    | 6 de junho de 2010      | Long Beach, CA  |
| Vitória                                                               | 68-11 | Bruno Alves            | Finalização (Estrangulamento Norte-Sul) | Campeonato Mundial de Jiu-Jitsu        | –82 kg    | Gi    | 5 de junho de 2010      | Long Beach, CA  |
| Vitória                                                               | 67-11 | Chico Mendes           | Finalização (Estrangulamento Norte-Sul) | Campeonato Mundial de Jiu-Jitsu        | –82 kg    | Gi    | 5 de junho de 2010      | Long Beach, CA  |
| Vitória                                                               | 66–11 | Lucas Leite            | Pontos (6-0)                            | Campeonato Mundial de Jiu-Jitsu        | –82 kg    | Gi    | Junho de 2009           | Long Beach, CA  |
| Derrota                                                               | 65–11 | Braulio Estima         | Finalização (Mata-Leão com Braço)       | ADCC 2009                              | Absoluto  | No-Gi | 27 de setembro de 2009  | Barcelona       |
| Vitória                                                               | 65–10 | Bruno Bastos           | Finalização (Mata-Leão)                 | ADCC 2009                              | Absoluto  | No-Gi | 27 de setembro de 2009  | Barcelona       |
| Derrota                                                               | 64–10 | Pablo Popovitch        | Pontos (1–3)                            | ADCC 2009                              | –77 kg    | No-Gi | 27 de setembro de 2009  | Barcelona       |
| Vitória                                                               | 64–9  | K-Taro Nakamura        | Finalização (Guilhotina)                | ADCC 2009                              | –77 kg    | No-Gi | 27 de setembro de 2009  | Barcelona       |
| Vitória                                                               | 63–9  | Kron Gracie            | Finalização (Guilhotina)                | ADCC 2009                              | –77 kg    | No-Gi | 26 de setembro de 2009  | Barcelona       |
| Vitória                                                               | 62–9  | Rodney Ellis           | Finalização (Guilhotina)                | ADCC 2009                              | –77 kg    | No-Gi | 26 de setembro de 2009  | Barcelona       |
| Vitória                                                               | 61–9  | Lucas Leite            | Pontos (6–0)                            | Campeonato Mundial de Jiu-Jitsu        | –82 kg    | Gi    | 31 de maio de 2009      | Long Beach, CA  |
| Vitória                                                               | 60–9  | Tiago Alves            | Vantagens (4–2)                         | Campeonato Mundial de Jiu-Jitsu        | –82 kg    | Gi    | 31 de maio de 2009      | Long Beach, CA  |
| Vitória                                                               | 59–9  | Nik Ruben Nikolaisen   | Finalização (Estrangulamento)           | Campeonato Mundial de Jiu-Jitsu        | –82 kg    | Gi    | 30 de maio de 2009      | Long Beach, CA  |
| Derrota                                                               | 58–9  | Braulio Estima         | Finalização (Triângulo)                 | Copa Mundial de Jiu-Jitsu Profissional | Absoluto  | Gi    | 2009                    | Abu Dhabi       |
| Vitória                                                               | 58–8  | Victor Estima          | Finalização (Estrangulamento)           | Copa Mundial de Jiu-Jitsu Profissional | Absoluto  | Gi    | 2009                    | Abu Dhabi       |
| Vitória                                                               | 57–8  | Eduardo Santoro        | Pontos                                  | Copa Mundial de Jiu-Jitsu Profissional | Absoluto  | Gi    | 2009                    | Abu Dhabi       |
| Vitória                                                               | 56–8  | Elmoutti Azedine       | Finalização (Estrangulamento)           | Copa Mundial de Jiu-Jitsu Profissional | Absoluto  | Gi    | 2009                    | Abu Dhabi       |
| Derrota                                                               | 55–8  | Michael Langhi         | Pontos (vantagem)                       | Copa Mundial de Jiu-Jitsu Profissional | –75 kg    | Gi    | 2009                    | Abu Dhabi       |
| Vitória                                                               | 55–7  | Michel Maia            | Finalização (Mata-Leão)                 | Copa Mundial de Jiu-Jitsu Profissional | –75 kg    | Gi    | 2009                    | Abu Dhabi       |
| Derrota                                                               | 54–7  | Robert Drysdale        | Finalização (Estrangulamento Darce)     | ADCC 2007                              | Absoluto  | No-Gi | 6 de maio de 2007       | Trenton, NJ     |
| Vitória                                                               | 54–6  | Alexandre Ferreira     | Finalização (Mata-Leão)                 | ADCC 2007                              | Absoluto  | No-Gi | 6 de maio de 2007       | Trenton, NJ     |
| Vitória                                                               | 53–6  | Rolles Gracie          | Finalização Verbal (Chave de Braço)     | ADCC 2007                              | Absoluto  | No-Gi | 6 de maio de 2007       | Trenton, NJ     |
| Vitória                                                               | 52–6  | Mario Miranda          | Finalização (Estrangulamento Norte-Sul) | ADCC 2007                              | Absoluto  | No-Gi | 6 de maio de 2007       | Trenton, NJ     |
| Vitória                                                               | 51–6  | Pablo Popovitch        | Finalização (Estrangulamento Norte-Sul) | ADCC 2007                              | –77 kg    | No-Gi | 5 de maio de 2007       | Trenton, NJ     |
| Vitória                                                               | 50–6  | Mike Fowler            | Finalização (Guilhotina)                | ADCC 2007                              | –77 kg    | No-Gi | 5 de maio de 2007       | Trenton, NJ     |
| Vitória                                                               | 49–6  | Kurt Pellegrino        | Finalização (Mata-Leão)                 | ADCC 2007                              | –77 kg    | No-Gi | 4 de maio de 2007       | Trenton, NJ     |
| Vitória                                                               | 48–6  | George Sotiropoulos    | Finalização (Guilhotina)                | ADCC 2007                              | –77 kg    | No-Gi | 4 de maio de 2007       | Trenton, NJ     |
| Vitória                                                               | 47–6  | Gregor Gracie          | Finalização (Estrangulamento Norte-Sul) | Grapplers Quest                        | Superluta | No-Gi | 21 de fevereiro de 2007 | Trenton, NJ     |
| Vitória                                                               | 46–6  | Marcos Avellan         | Finalização (Mata-Leão)                 | Grapplers Quest                        | Superluta | No-Gi | 21 de fevereiro de 2007 | Trenton, NJ     |
| Vitória                                                               | 45–6  | Edson Diniz            | Finalização (Triângulo com Braço)       | Grapplers Quest                        | Superluta | No-Gi | 21 de fevereiro de 2007 | Trenton, NJ     |
| Vitória                                                               | 44–6  | Adriano Silva          | Finalização (Chave de Braço)            | Campeonato Pan-Americano               | –82 kg    | Gi    | 2007                    | Long Beach, CA  |
| Vitória                                                               | 43–6  | Rodrigo Texieira       | Finalização (Chave de Braço)            | Campeonato Pan-Americano               | –82 kg    | Gi    | 2007                    | Long Beach, CA  |
| Vitória                                                               | 42–6  | Jake Shields           | Finalização (Guilhotina)                | PSL: X-Mission                         | Superluta | No-Gi | 17 de novembro de 2006  | Los Angeles, CA |
| Derrota                                                               | 41–6  | Roger Gracie           | Finalização (Estrangulamento)           | Campeonato Mundial de Jiu-Jitsu        | Absoluto  | Gi    | 2006                    | Rio de Janeiro  |
| Vitória                                                               | 41–5  | Robert Drysdale        | Pontos (3–0)                            | Campeonato Mundial de Jiu-Jitsu        | Absoluto  | Gi    | 2006                    | Rio de Janeiro  |
| Vitória                                                               | 40–5  | Thiago Gaia            | Finalização                             | Campeonato Mundial de Jiu-Jitsu        | Absoluto  | Gi    | 2006                    | Rio de Janeiro  |
| Vitória                                                               | 39–5  | Andre Galvao           | Pontos (2–0)                            | Campeonato Mundial de Jiu-Jitsu        | –82 kg    | Gi    | 2006                    | Rio de Janeiro  |
| Vitória                                                               | 38–5  | Daniel Moraes          | Desclassificação (estagnação)           | Campeonato Mundial de Jiu-Jitsu        | –82 kg    | Gi    | 2006                    | Rio de Janeiro  |
| Vitória                                                               | 37–5  | Murilo Santana         |                                         | Campeonato Mundial de Jiu-Jitsu        | –82 kg    | Gi    | 2006                    | Rio de Janeiro  |
| Vitória                                                               | 36–5  | Cameron Earle          | Finalização (Estrangulamento Norte-Sul) | PSL: LA Sub-X                          | Superluta | No-Gi | 26 de maio de 2006      | Los Angeles, CA |
| Vitória                                                               | 35–5  | Demian Maia            | Pontos                                  | Campeonato Brasileiro                  | Absoluto  | Gi    | 2006                    | Rio de Janeiro  |
| Vitória                                                               | 34–5  | Andre Galvao           | Finalização (Katahajime)                | Campeonato Brasileiro                  | Absoluto  | Gi    | 2006                    | Rio de Janeiro  |
| Vitória                                                               | 33–5  | Adriano Camolesi       |                                         | Campeonato Brasileiro                  | Absoluto  | Gi    | 2006                    | Rio de Janeiro  |
| Vitória                                                               | 32–5  | Roberto de Abreu       |                                         | Campeonato Brasileiro                  | Absoluto  | Gi    | 2006                    | Rio de Janeiro  |
| Vitória                                                               | 31–5  | Andre Galvao           | Pontos (6–2)                            | Campeonato Brasileiro                  | –82 kg    | Gi    | 2006                    | Rio de Janeiro  |
| Vitória                                                               | 30–5  | Gustavo Campos         |                                         | Campeonato Brasileiro                  | –82 kg    | Gi    | 2006                    | Rio de Janeiro  |
| Vitória                                                               | 29–5  | Alexandre Ribeiro      | Finalização (Mata-Leão)                 | ADCC 2005                              | Absoluto  | No-Gi | 29 de maio de 2005      | Long Beach, CA  |
| Derrota                                                               | 28–5  | Ronaldo Souza          | Finalização (Kimura)                    | ADCC 2005                              | Absoluto  | No-Gi | 29 de maio de 2005      | Long Beach, CA  |
| Vitória                                                               | 28–4  | Diego Sanchez          | Finalização (Chave de Braço)            | ADCC 2005                              | Absoluto  | No-Gi | 29 de maio de 2005      | Long Beach, CA  |
| Vitória                                                               | 27–4  | Ricco Rodriguez        | Finalização (Gancho de Calcanhar)       | ADCC 2005                              | Absoluto  | No-Gi | 29 de maio de 2005      | Long Beach, CA  |
| Vitória                                                               | 26–4  | Pablo Popovitch        | Finalização (Chave de Pulso)            | ADCC 2005                              | –77 kg    | No-Gi | 29 de maio de 2005      | Long Beach, CA  |
| Vitória                                                               | 25–4  | Leonardo Santos        | Pontos                                  | ADCC 2005                              | –77 kg    | No-Gi | 29 de maio de 2005      | Long Beach, CA  |
| Vitória                                                               | 24–4  | Shinya Aoki            | Finalização (Mata-Leão)                 | ADCC 2005                              | –77 kg    | No-Gi | 28 de maio de 2005      | Long Beach, CA  |
| Vitória                                                               | 23–4  | Chris Brennan          | Finalização Técnica (Lesão)             | ADCC 2005                              | –77 kg    | No-Gi | 28 de maio de 2005      | Long Beach, CA  |
| Derrota                                                               | 22–4  | Roger Gracie           | Pontos (10–2)                           | Campeonato Mundial de Jiu-Jitsu        | Absoluto  | Gi    | 2004                    | Rio de Janeiro  |
| Vitória                                                               | 22–3  | Cássio Werneck         | Pontos (9–0)                            | Campeonato Mundial de Jiu-Jitsu        | Absoluto  | Gi    | 2004                    | Rio de Janeiro  |
| Vitória                                                               | 21–3  | Flávio Serafim         | Finalização (Estrangulamento)           | Campeonato Mundial de Jiu-Jitsu        | Absoluto  | Gi    | 2004                    | Rio de Janeiro  |
| Derrota                                                               | 20–3  | Alexandre Ribeiro      | Pontos (6–0)                            | Campeonato Brasileiro                  | Absoluto  | Gi    | 2004                    | Rio de Janeiro  |
| Vitória                                                               | 20–2  | Eric Vanderlei         | Finalização (Mata-Leão)                 | Campeonato Brasileiro                  | Absoluto  | Gi    | 2004                    | Rio de Janeiro  |
| Vitória                                                               | 19–2  | Marcio Corleta         | Finalização (Estrangulamento)           | Campeonato Brasileiro                  | Absoluto  | Gi    | 2004                    | Rio de Janeiro  |
| Vitória                                                               | 18–2  | Flávio Serafim         | Finalização (Chave de Braço)            | Campeonato Brasileiro                  | –82 kg    | Gi    | 2004                    | Rio de Janeiro  |
| Vitória                                                               | 17–2  | Felipe Simão           |                                         | Campeonato Brasileiro                  | –82 kg    | Gi    | 2004                    | Rio de Janeiro  |
| Vitória                                                               | 16–2  | Fernando Paulon        | Finalização (Estrangulamento)           | Campeonato Brasileiro                  | –82 kg    | Gi    | 2004                    | Rio de Janeiro  |
| Vitória                                                               | 15–2  | Adriano Ribeiro        | Finalização (Chave de Braço)            | Campeonato Brasileiro                  | –82 kg    | Gi    | 2004                    | Rio de Janeiro  |
| Vitória                                                               | 14–2  | Renato Sobral          | Pontos (6–0)                            | Campos Submission Wrestling 3          | Absoluto  | No-Gi | 2004                    | Campos          |
| Vitória                                                               | 13–2  | Gabriel Gonzaga        | Pontos (4–0)                            | Campos Submission Wrestling 3          | Absoluto  | No-Gi | 2004                    | Campos          |
| Vitória                                                               | 12–2  | Marcos Oliveira        | Finalização (Mata-Leão)                 | Campos Submission Wrestling 3          | Absoluto  | No-Gi | 2004                    | Campos          |
| Vitória                                                               | 11–2  | Thales Leites          | Finalização (Mata-Leão)                 | Campos Submission Wrestling 3          |           | No-Gi | 2004                    | Campos          |
| Vitória                                                               | 10–2  | Bruno Bastos           | Finalização (Mata-Leão)                 | Campos Submission Wrestling 3          |           | No-Gi | 2004                    | Campos          |
| Vitória                                                               | 9–2   | Leonardo Nascimento    | Finalização (Chave de Braço)            | Campos Submission Wrestling 3          |           | No-Gi | 2004                    | Campos          |
| Derrota                                                               | 8–2   | Fernando Augusto       | Finalização (Triângulo)                 | Campeonato Mundial de Jiu-Jitsu        | –82 kg    | Gi    | 2003                    | Rio de Janeiro  |
| Vitória                                                               | 8–1   | Garcia Brito           | Finalização (Mata-Leão)                 | Campeonato Mundial de Jiu-Jitsu        | –82 kg    | Gi    | 2003                    | Rio de Janeiro  |
| Derrota                                                               | 7–1   | Marcio Cruz            | Pontos (6–0)                            | ADCC 2003                              | Absoluto  | No-Gi | 18 de maio de 2003      | São Paulo       |
| Vitória                                                               | 7–0   | Mike Van Arsdale       | Finalização (Mata-Leão)                 | ADCC 2003                              | Absoluto  | No-Gi | 18 de maio de 2003      | São Paulo       |
| Vitória                                                               | 6–0   | Otto Olsen             | Finalização (Mata-Leão)                 | ADCC 2003                              | –77 kg    | No-Gi | 18 de maio de 2003      | São Paulo       |
| Vitória                                                               | 5–0   | Vítor Ribeiro          | Finalização (Mata-Leão)                 | ADCC 2003                              | –77 kg    | No-Gi | 18 de maio de 2003      | São Paulo       |
| Vitória                                                               | 4–0   | Renzo Gracie           | Pontos (9–0)                            | ADCC 2003                              | –77 kg    | No-Gi | 17 de maio de 2003      | São Paulo       |
| Vitória                                                               | 3–0   | Kiuma Kunioku          | Finalização (Mata-Leão)                 | ADCC 2003                              | –77 kg    | No-Gi | 17 de maio de 2003      | São Paulo       |
| Vitória                                                               | 2–0   | Fábio Negão Nascimento | Finalização (Mata-Leão)                 | Ubatuba                                | –77 kg    | No-Gi | 2002                    | Ubatuba         |
| Vitória                                                               | 1–0   | Adriano Pires          | Finalização (Mata-Leão)                 | Ubatuba                                | –77 kg    | No-Gi | 2002                    | Ubatuba         |

## Mixed martial arts record
| Cartel no MMA |           |           |
| 1 luta        | 0 vitória | 1 derrota |
| Por nocaute   | 0         | 1         |

| Res.    | Cartel | Oponente    | Método                  | Evento      | Data                  | Round | Tempo | Local                | Notas |
| ------- | ------ | ----------- | ----------------------- | ----------- | --------------------- | ----- | ----- | -------------------- | ----- |
| Derrota | 0–1    | Kim Dae-Won | Nocaute técnico (corte) | Hero's 2007 | 28 de outubro de 2007 | 2     | 0:20  | Seoul, Coréia do Sul |       |